# Privlački gaz
Privlački gaz je preliv med otokom Virom in celinskim delom Jadranske obale (Hrvaška). 
Privlački gaz leži severno od naselja Privlaka in  Virom. Preliv je širok 300 in globok do 3 metre. Preko preliva vodi most, tako da otok s celino povezuje cesta.